# Прелука Ноуа (Марамуреш)
Прелука Ноуа (рум. Preluca Nouă) насеље је у Румунији у округу Марамуреш у општини Копалник Манаштур. Oпштина се налази на надморској висини од 605 m.

## Становништво
Према подацима из 2002. године у насељу је живело 331 становника, од којих су сви румунске националности.